# Scolecomorphus vittatus
Scolecomorphus vittatus és una espècie d'amfibis gimnofions de la família Caeciliidae. És endèmica de Tanzània. Va ser descrit com Bdellophis vittatus per George Albert Boulenger el 1895.
Habita el sòl als boscos de muntanya i de terra baixa. També sobreviu en hàbitats secundaris, com ara les parcel·les i les plantacions agrícoles. Probablement és vivípar. No depèn de masses d'aigua per a la reproducció.

## Distribució
Muntanyes Usambara Est i Oest, Nguu, Nguru, Ukaguru, Uluguru i Pare nord i sud de Tanzània, de 200 a 1500 m d'altitud; Shimba Hillis al sud-est de Kenya. És una espècie que sap adaptar-se a canvis i no s'ha identificat cap risc particular.